# Őszmoha
Az őszmoha (Grimmia pulvinata) az egyik legelterjedtebb tagja a Grimmiaceae lombosmoha családnak. Egész Közép-Európában elterjedt, a városokban is nagyon gyakori, közönséges moha.

## Jellemzői
Ez a mohafaj tömör, kompakt kerekded párnákat alkot, amelyek szárazon és nedvesen is sötét színűek, szürkés-, feketészöldek. A párnát borító szőrszálak miatt fényes, csillogó. A növénykék 1-2 cm magasak, elágazóak.
A levelek spirálisan helyezkednek el a száron, hosszúkásak, lándzsa alakúak. Szárazon a szárhoz simulnak, nedvesen elállnak. A levelek széle a felső felén begöngyölt. A levélcsúcs lekerekített, a levélér átlátszó, fogazott, hosszú szőrszálban fut ki. A levélsejtek kisméretűek, kerekdedek és vastagfalúak, a levél tövén kissé megnyúltak.
A sporofiton éretlenül zöld, éretten barnás, 2-5 mm hosszú, a hajtás végén fejlődik, azaz akrokarp faj. Éretlenül még erősen görbült a toknyél (hattyúnyakú), éretten már kiegyenesedik. A spóratok gömbölyded, tojásdad, éretten barna színű, 8-10 hosszanti borda is ekkor válik láthatóvá. A spóratok fedele csőrös.
Az őszmoha nagyon jól tűri a szárazságot. A teljes kiszáradást hosszú ideig képes elviselni, ez is szerepet játszik abban, hogy elterjedt faj Európában.

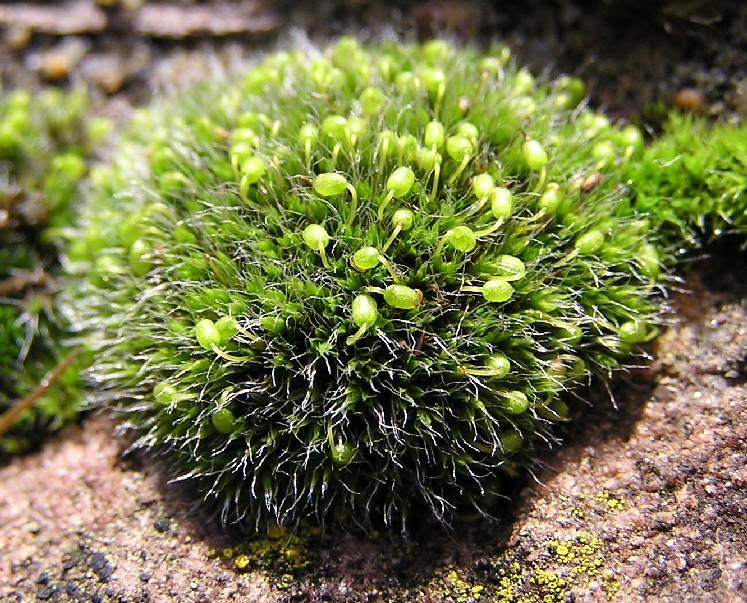
Habitus kép
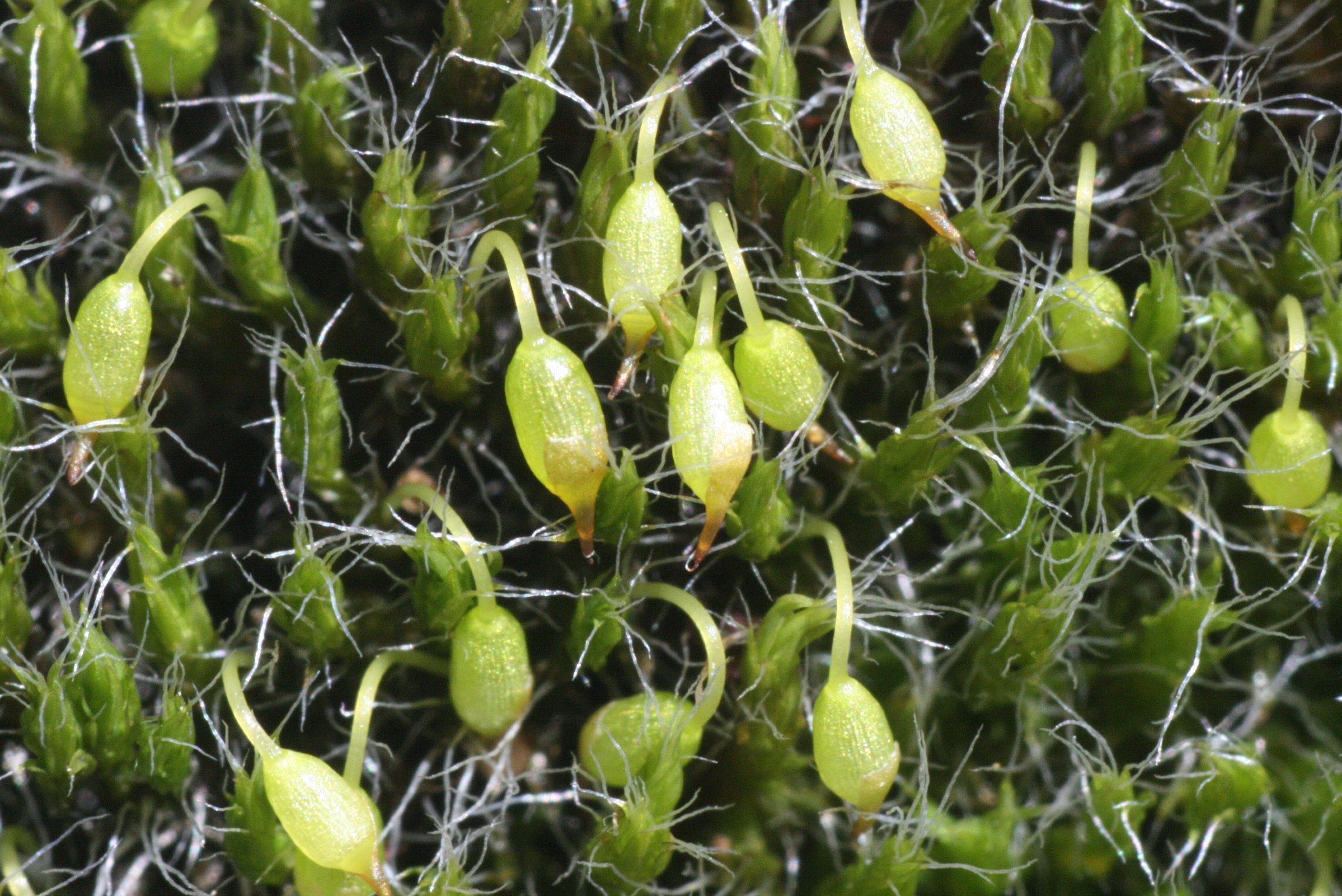
Közeli kép a görbült toknyelű fiatal sporofitonokról
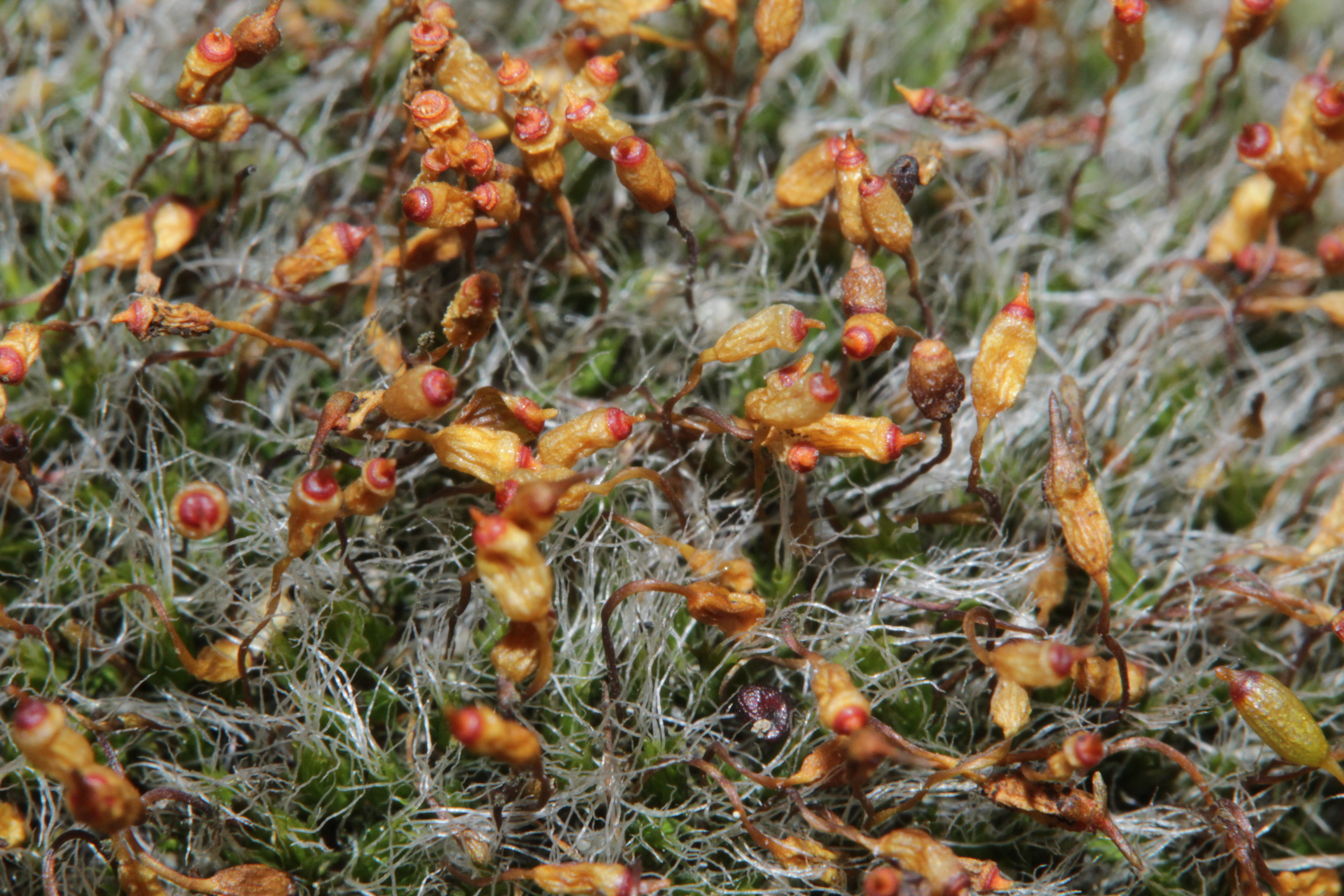
Érett spóratokok, jól látszódik a csőrös tokfedő és a bordák
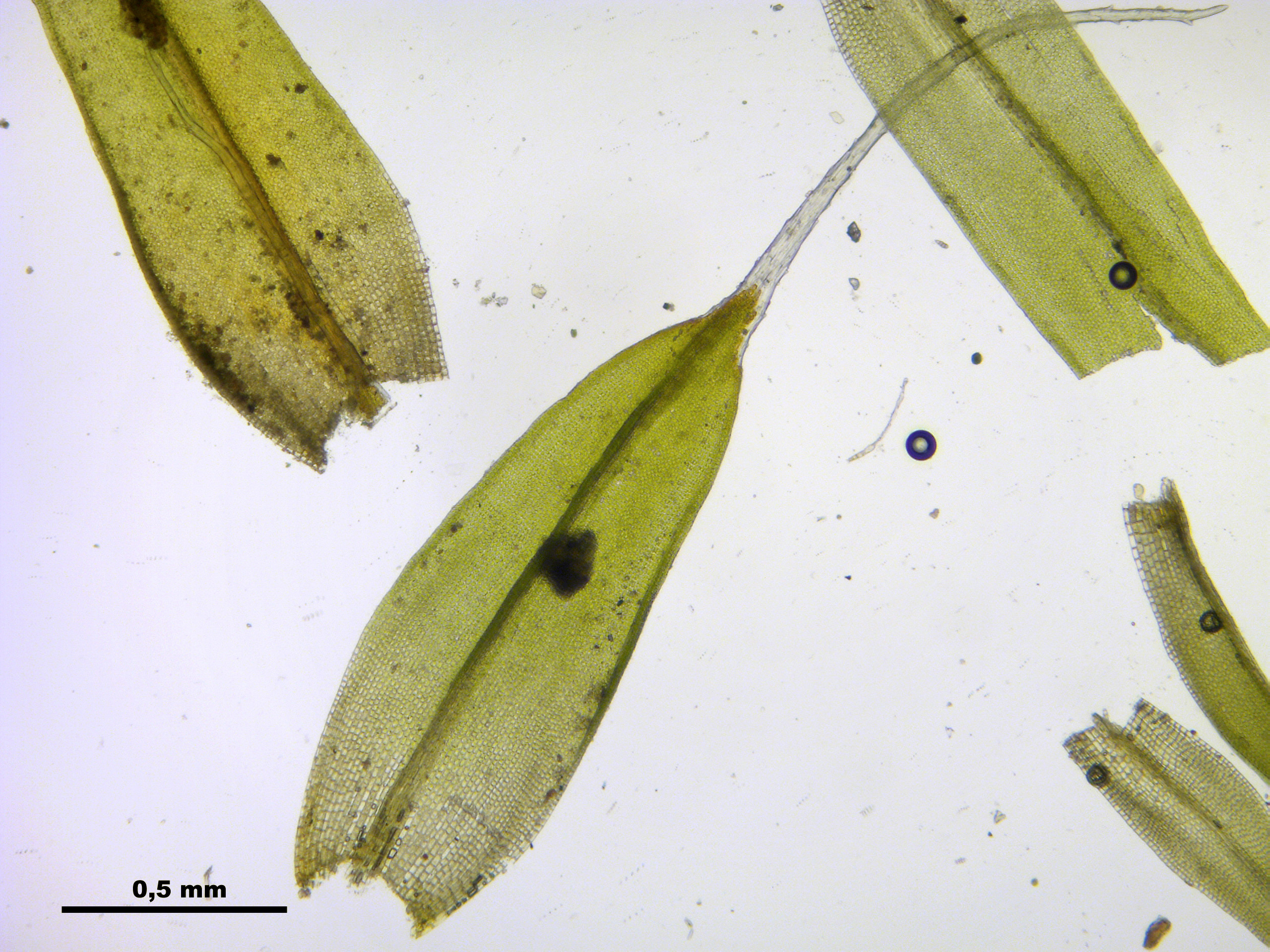
A levél mikroszkópikus képe, jól látszik a begöngyölt levélszél
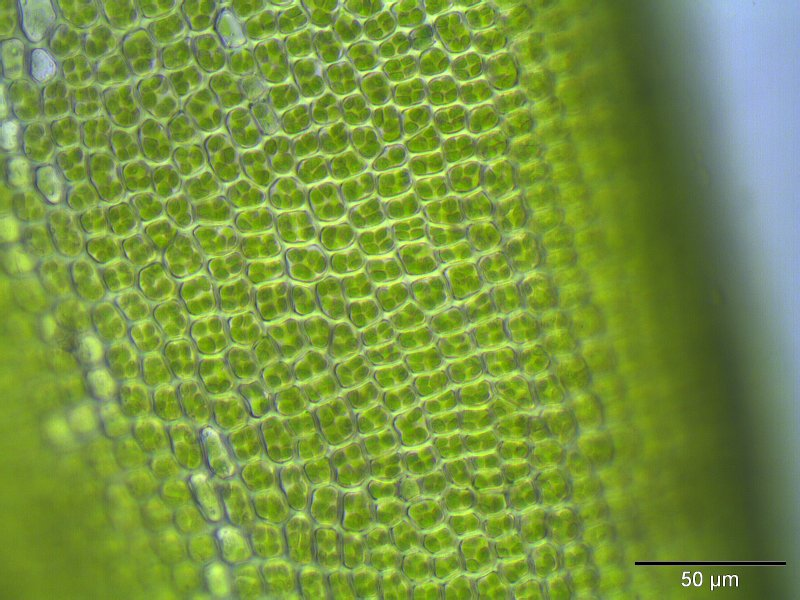
Levéllemez középső sejtjei 400-szoros nagyításban

A Grimmia nemzetség fajai nagyon hasonlóak, legtöbbször csak mikroszkopikus jellemzők alapján különböztethetőek meg jól. Az őszmoha a legelterjedtebb mind közül. Lakott területen, tetőkön, betonon szinte majdnem biztos, hogy ezt a fajt találjuk. Hegyvidékeken, kitett, napos mészkősziklákon más Grimmia fajokkal is találkozhatunk.

## Előfordulás
Nagyon gyakori faj. Főleg bázikus, meszes aljzatokon fejlődik. Mészkősziklákon, betonfalakon, járdán, tetőcserepeken nő, de ritkán fákon és talajon is előfordul. A napos, kitett, száraz helyeken található meg 0-1000 méter tengerszint feletti magasságban. Magyarországon is nagyon gyakori faj, országos vörös listás besorolása: nem fenyegetett (LC).

## Az év mohája volt 2007-ben
Németországban az őszmohát az év mohájának választotta a Bryologisch-lichenologischen Arbeitsgemeinschaft (Mohász- és zuzmó-munkaközösség). Különleges alkalmazkodóképessége miatt érdemelte ki ezt a címet.

## Fordítás
Ez a szócikk részben vagy egészben  a   Polster-Kissenmoos című német Wikipédia-szócikk ezen változatának fordításán alapul.  Az eredeti cikk szerkesztőit annak laptörténete sorolja fel. Ez a jelzés csupán a megfogalmazás eredetét és a szerzői jogokat jelzi, nem szolgál a cikkben szereplő információk forrásmegjelöléseként.